# 霍甘·艾柏拉恩
霍甘·菲臘·艾柏拉恩（英語：Hogan Phillip Ephraim，1988年3月31日—）是一名英格蘭足球運動員，司職翼鋒，亦能擔任前鋒，現效力英乙球會韋甘比 。他出身自韋斯咸的青訓系統，亦曾是英格蘭U19的成員之一。

## 生平

### 背景
1998年3月31日，艾柏拉恩出生於倫敦拱門。1999-2004年間，他就讀於海布里格羅夫學校。現在他居住於倫敦北部的海布里。

### 球會
韋斯咸
2004年7月，艾柏拉恩以學徒球員身份加盟韋斯咸。2005年9月，他在聯賽盃對錫周三的賽事中後備入替，這亦是他唯一一次代表韋斯咸上陣的一隊賽事。約一年後，他雖然在歐協首輪對意大利球會巴勒莫的第二回合賽事中被列入後備，不過並未有上陣，球隊最終以0-3的比分落敗。2006年11月，他被球會外借至英冠球會高車士打為期一個月，並對此說道：「現在，我踢青年足球已有三年，而我希望在冠軍聯賽有所表現。雖然有幾間球會都對我有興趣，不過名次較高的高車士打則是我的首選。」12月，他的外借期延長一個月，2007年1月再次延長他的外借期直至季尾結束。他總共代表高車士打上陣21場賽事，並且攻入1球。2007/08球季，他在2007年8月被球會外借至昆士柏流浪，為期三個月。時任昆士柏流浪領隊約翰·古格里形容他是「技術上非常有天賦，而且可出任左、右中場的。」他總共代表昆士柏流浪上陣了13場聯賽賽事及攻入兩球。2007年11月，他在外借期結束後重返韋斯咸。
昆士柏流浪
2008年1月2日，他轉投昆士柏流浪並簽訂了三年半合約。艾柏拉恩對這次轉會評論道：「現時加盟昆士柏流浪是最佳時刻。大事情會即將在這裡發生，新班主可是非常雄心勃勃的。」
2009/10球季，他上陣了7場賽事並且攻入兩球，其中包括他在聯賽盃對艾斯特城的賽事完場前以右腳建功的精彩一球。2009年11月26日，他被球會外借至英甲領頭羊列斯聯直至2010年1月1日。昆士柏流浪決定不讓艾柏拉恩代表列斯聯參與足總盃賽事。
2011/12年球季於昆士柏流浪升班英超後，艾柏拉恩僅獲派後補上陣1場，於2011年11月15日被借用到英甲領頭羊查爾頓，為期至翌年1月3日，期間上陣5場及射入1球。2012年3月22日未有在英超註冊的艾柏拉恩被借用到英冠球會布里斯托城直到球季結束。

### 國家隊
艾柏拉恩曾經代表英格蘭U16、英格蘭U17、英格蘭U18和英格蘭U19。他亦具有代表尼日利亞和愛爾蘭。他曾代表英格蘭U17在對俄羅斯的賽事中攻入4球，亦曾於2005年5月出戰2005年歐洲U-17足球錦標賽，在3場賽事中攻入兩球。

## 外部連結
- （英文）Hogan Ephraim player profile （页面存档备份，存于） at qpr.co.uk
- （英文）Hogan Ephraim player profile at cu-fc.com
- （英文）Hogan Ephraim player profile at whufc.com
- （英文）足球数据库：霍甘·艾柏拉恩的球员统计数据